# Cheap Kisses
Cheap Kisses er en amerikansk stumfilm fra 1924 af John Ince og Cullen Tate.

## Medvirkende
- Jean Hersholt som Gustaf Borgstrom
- Michael Dark som Butterworth Little
- Sidney DeGray som Henry Dillingham
- Louise Dresser som Jane Dillingham
- Bessie Eyton som Maybelle Wescott
- Cullen Landis som Donald Dillingham
- Kathleen Myers som Mignon De Lisle
- Vera Reynolds som Kitty Dillingham
- Lillian Rich som Ardell Kendall
- Tom Ricketts
- Phillips Smalley som George Wescott
- Lincoln Stedman som Bill Kendall